# Teatr Muzyczny Roma
Teatr Muzyczny Roma – teatr muzyczny miasta stołecznego Warszawy, mieszczący się przy ul. Nowogrodzkiej 49. Posiada dwie sceny: główną (Duża Scena) na 999 miejsc oraz kameralną (Nova Scena) na 150 miejsc z wejściem od ulicy św. Barbary 12.

## Historia
Budynek Domu Akcji Katolickiej im. Piusa XI przy ul. Nowogrodzkiej 49 powstał w latach 30. XX w. i lata II wojny światowej przetrwał bez większych zniszczeń. Po 1945 głównym użytkownikiem teatru była Opera Warszawska, która funkcjonowała tam do roku 1965 (do czasu ukończenia odbudowy i otwarcia gmachu Teatru Wielkiego przy pl. Teatralnym w Warszawie. Następnie przy ul. Nowogrodzkiej 49 funkcjonowała Operetka Warszawska. W latach 90. XX wieku budynek odzyskał kościół, a nadzór organizacyjny i merytoryczny nad teatrem przejęło miasto stołeczne Warszawa, przekształcając ją w stołeczną instytucję kultury.
W 1994 roku dyrekcję Operetki objął Bogusław Kaczyński, który przemianował instytucję na Teatr Muzyczny Roma. Za jego kadencji scena ta „specjalizowała się w prezentacji operowych, baletowych i operetkowych”. W 1998 na dyrektora powołany został Wojciech Kępczyński. Zmienił on profil teatru na czysto musicalowy (choć w pierwszych latach po objęciu dyrekcji wystawił jeszcze dwa tytuły operetkowe) i zrezygnował z posiadania przez teatr etatowego zespołu na rzecz angażowania artystów na kontrakty do poszczególnych produkcji. Od roku 2008 wprowadził też tzw. system „westendowy”, czyli granie tylko jednego tytułu na Dużej Scenie siedem razy w tygodniu – tak długo, jak utrzymuje się zainteresowanie widzów.

## Profil działalności
Od 1998 w teatrze realizowane są inscenizacje zarówno światowej klasyki musicalowej, jak i rodzimych tytułów. Z Broadwayu i West Endu sprowadzone zostały m.in. takie tytuły jak „Miss Saigon” (2000), „Koty” (2004), „Upiór w operze” (2008), „Les Misérables” (2010) czy „Mamma Mia!” (2015). Wszystkie pokazano w tłumaczeniu na języku polski i w wersji non-replica. Natomiast rodzimi twórcy przygotowali prapremiery trzech własnych musicali: „Piotruś Pan” (2000), „Akademia Pana Kleksa” (2007) i „Piloci” (2017).
Trzy tytuły najdłużej grane w Teatrze Muzycznym Roma to:
1. „Upiór w operze” – 572 przedstawienia[9]
2. „Mamma Mia!” – 562 przedstawienia
3. „Piloci” – 427 przedstawień[2].

Od 2015 kierownikiem literackim teatru jest Michał Wojnarowski.

## Dyrektorzy
- Bogusław Kaczyński (1994–1998)
- Wojciech Kępczyński (od 1998)

## Musicale
Dotychczasowe premiery na Dużej Scenie:
- Crazy for You (1999)
- Wesoła wdówka (1999)
- Orfeusz w piekle (2000)
- Piotruś Pan (2000)
- Miss Saigon (2000)
- Grease (2002)
- Pięciu Braci Moe (2002)
- Koty (2004)
- Taniec wampirów (2005)
- Akademia pana Kleksa (2007)
- Upiór w operze (2008)
- Najlepsze z Romy (2010) – koncert piosenek z musicali wystawianych w Romie
- Les Misérables (2010)
- Aladyn JR (2011)
- Deszczowa piosenka (2012)
- Ale musicale! (2013) – koncert piosenek z musicali
- Mamma Mia! (2015)
- Piloci (2017)
- Aida (2019)
- Waitress (2021)
- We Will Rock You (2023)
- Wicked (2025)

## Galeria

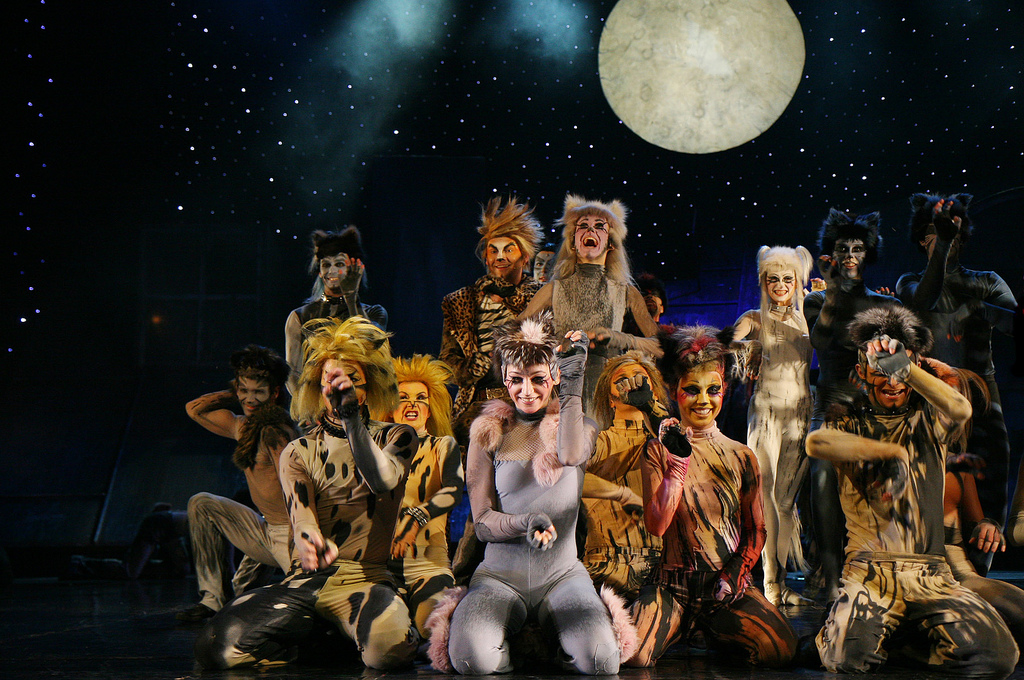
Musical Koty
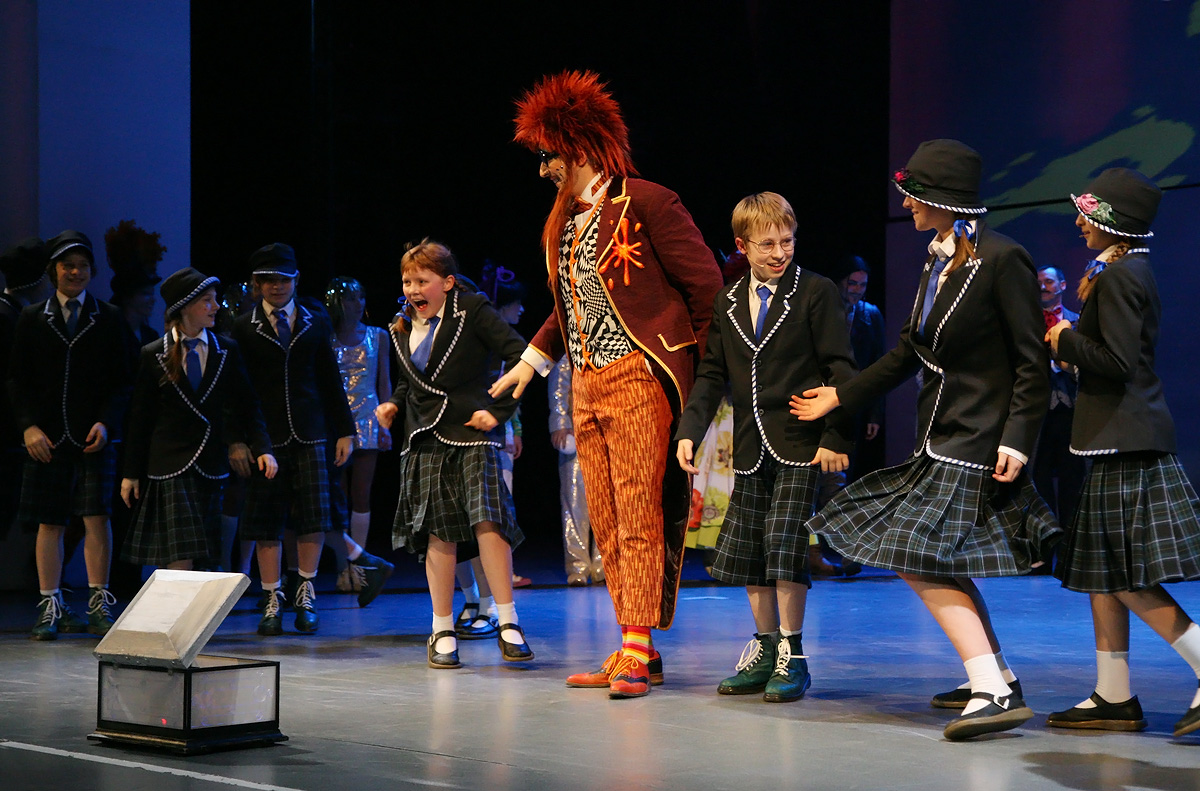
Musical Akademia pana Kleksa
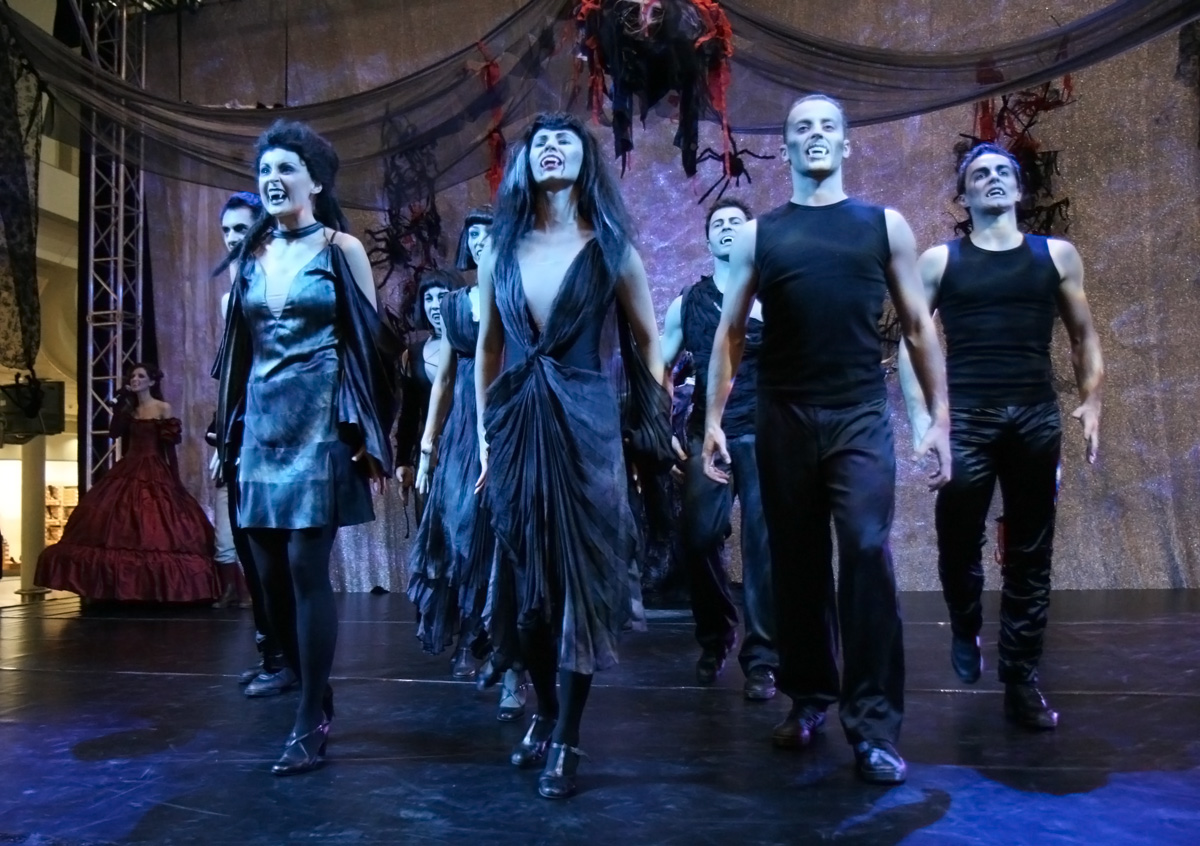
Pokaz promocyjny musicalu Taniec wampirów
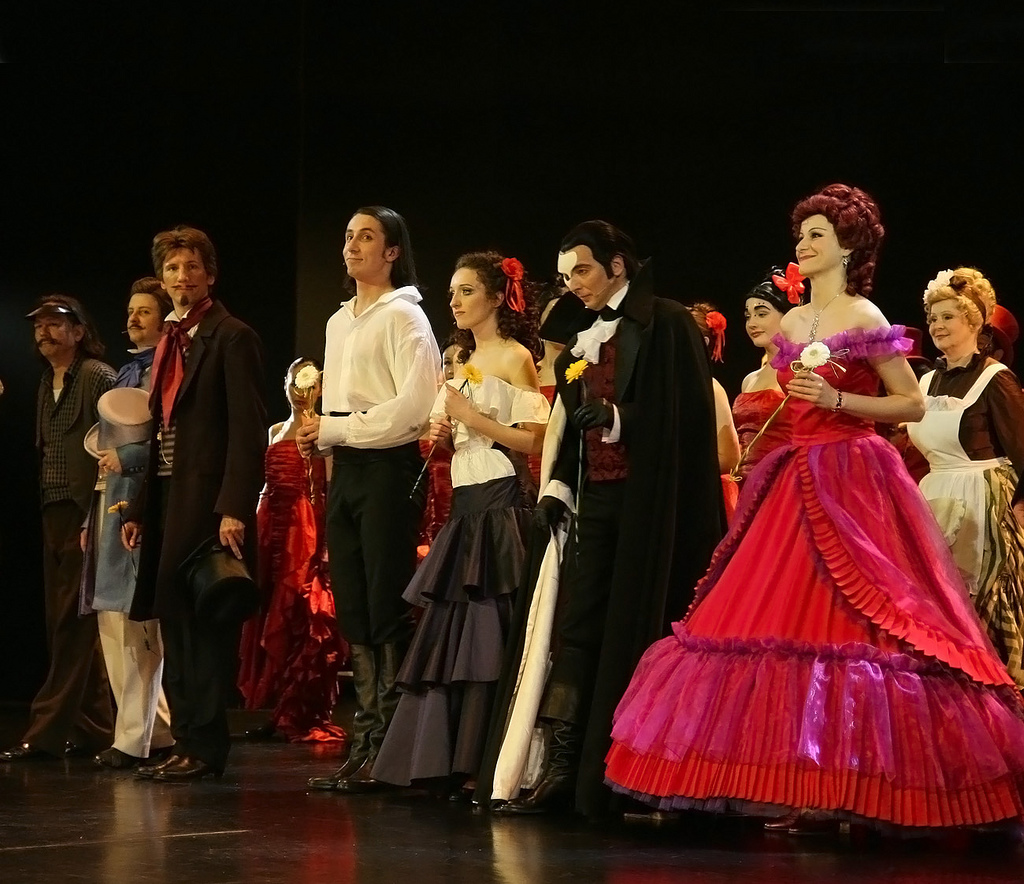
Musical Upiór w Operze

## NOVA Scena
W grudniu 2009 roku pojawiła się na teatralnej mapie Warszawy NOVA Scena Teatru Muzycznego Roma. Jest to kameralna przestrzeń zaaranżowana w dawnej sali prób orkiestry, w przyziemiu od strony ul. św. Barbary. Stanowi kontrapunkt wobec dużej sceny musicalowej i w jej repertuarze znajdują się mniejsze formy: przedstawienia muzyczne dla dzieci oraz kameralne musicale i spektakle muzyczne dla dorosłej widowni. Przedstawienia prezentowane na tej scenie reżyserowali m.in. Wojciech Kępczyński, Jakub Szydłowski, Anna Sroka-Hryń i Łukasz Czuj. Tu także goszczą koncerty z cyklu „Dobry Wieczór Jazz”, nad którym patronat sprawuje Krzysztof Herdzin.
Premiery na Novej Scenie:
- Zabawki Pana Boga (2009)
- Moja mama Janis (2010)
- Piosenka jest dobra na wszystko (2010)
- Z kim tak ci będzie źle, jak ze mną (2010)
- Mały książę (2010)
- Zdobyć, Utrzymać, Porzucić (2010)
- Tuwim dla dorosłych (2011)
- Morfina (2011)
- Adonis ma gościa (2011)
- Jesteś moją siostrą (2011)
- Berlin, czwarta rano (2012)
- Progressive: Eliminacja (2013)
- Całujcie mnie wszyscy w odbiornik (2013)
- Proces. Spektakl muzyczny (2013)
- Sofia de Magico (2014)
- Alicja w krainie czarów (2015)
- Pięć ostatnich lat (2016)
- Księga dżungli (2016)
- Once (2018)
- Nowy Jork. Prohibicja (2019)
- Przypadki Robinsona Crusoe (2019)
- Niestety, to nie Ty (2020)
- Sprzedawcy marzeń (2022)
- tik, tik… BUM! (2023)